# Circus Noël (televisieserie)
Circus Nöel is een Nederlandse televisieserie uit 2017 met in de hoofdrollen Tommy van Lent en Samuel Beau Reurekas.

## Verhaal
Victor komt uit Brazilië en woont samen met zijn moeder in een appartement. Victor kan niet aarden en besluit te spijbelen. Hij komt per toeval bij een circus terecht. Als hij daar een kostuum vernielt moet hij dat terugbetalen. Omdat Victor het geld niet heeft, moet hij in het circus werken om geld op die manier te verdienen. Tonie, de zoon van de circusdirecteur komt erachter dat Victor geen verblijfsvergunning heeft. Tonie houdt het geheim van Victor stil omdat Victor hem wil helpen met zijn hoogtevrees, wat zijn act als koorddanser in de weg staat.

## Rolverdeling
| acteur                 | personage                  |
| ---------------------- | -------------------------- |
| Samuel Beau Reurekas   | Victor                     |
| Tommy van Lent         | Tonie                      |
| Danny Jongejan         | kleine Tonie               |
| Luna Wijnands          | Karo                       |
| Patrick Stoof          | Pedro                      |
| Karlo Severdija        | Iwan                       |
| Steye van Dam          | Ben                        |
| Rick Paul van Mulligen | clown Maaiko               |
| Francesca Pichel       | Maria                      |
| Rosa Reuten            | Christina                  |
| Ellis van den Brink    | oma Canelli                |
| Catharina Haverkamp    | Madam Koket                |
| Birgit Schuurman       | Marinella                  |
| Sven de Beer           | agent vreemdelingenpolitie |
| Dimme Treurniet        | agent vreemdelingenpolitie |
| Luca Savazzi           | directeur Magnifico        |
| Anderson Farah         | Cesar                      |
| Jorik van der Veen     | Kok                        |
| Lard Adrian            | Leraar                     |
| Michiel Kerbosch       | buurman van Victor         |
| Conny Wilhelmus        | buurvrouw van Victor       |

## Vervolgfilm
Nadat de televisieserie in het najaar van 2017 werd uitgezonden kreeg deze positieve reacties waardoor besloten werd om een vervolg te maken. In april 2019 kwam er een vervolg op de serie in de vorm van een bioscoopfilm, deze verscheen onder dezelfde naam. Meerdere acteurs van de serie keerde terug om hun rol in de film te hernemen, waaronder Tommy van Lent, Rick Paul van Mulligen en Rosa Reuten.